# Табан на фитиљ
Табан на фитиљ (енгл. matchlock) је врста механизма за опаљивање код примитивног ручног ватреног оружја - аркебуза и мускета, који је коришћен од 15. до почетка 18. века (у Европи), а у Азији све до средине 19. века. Овај механизам пали барутно пуњење фитиљем, по којем су прве пушке називане фитиљачама.

## Развој
Табан је механизам за опаљење барутног пуњења код ручног спорометног ватреног оружја које се пуни спреда (аркебуза, мускета). У почетку реч табан означавала је само дашчицу (у облику стопала) која је повезивала делове за опаљење, а касније се тим именом називао цео механизам за опаљење. Табан се намештао са десне стране задњег дела цеви и усадника, уз саму фаљу. Развој табана текао је упоредо са развојем ручног ватреног оружја и утицао је на побољшање сигурности и брзине гађања. Врсте и облици табана зависили су од времена и места израде. Разликују се 4 основна механизма опаљивања: табан на фитиљ, на коло, на кремен и на капислу.
Почетком 15. века (или већ 1396. код Османлија) ручни топови добили су дрвени кундак који се могао држати обема рукама и ослонити на раме, чиме су настале прве аркебузе. До средине 15. века фаља је са горње стране премештена на десну страну цеви и уз њу је на цев причвршћен чанак за припалу са поклопцем, што је у многоме олакшало опаљивање. Око 1450-1470. измишљен је табан на фитиљ, чиме су настале прве пушке фитиљаче, које су најпре називане аркебузама, а затим, са повећањем њихове тежине и калибра, мускетама.

## Механизам

### Серпентин
Најпростији табан био је такозвани серпентин, полуга у виду слова "S" која се окретала око попречне осе. Кроз ороз или кокот (горњи део полуге) провлачио се фитиљ и причвршћивао завртњем. Пред борбу фитиљ се палио и тиме је оружје било спремно за дејство. Притиском на доњи део полуге (обарач) кокот са запаљеним фитиљем спуштао се и палио припалу (од црног барута) у посебном удубљењу око рупице на задњем делу цеви (фаља) или у посебној посуди (чанку), а одатле је пламен, кроз фаљу, палио барутно пуњење у цеви. Серпентин је ушао у употребу у првој половини 15. века.
- Тродимензионални модел немачке мускете са почетка 16. века.
- Табан у неутралном положају.
- Табан у положају за опаљивање.

### Прави табан на фитиљ
Сложенији табан имао је табанску дашчицу, табански чанак са поклопцем (за смештај припале), полуге, опругу, ороз с фитиљем и обарачу. Прави табан на фитиљ измишљен је око 1450-1470.

### Предности и мане
И поред више недостатака (осетљивост фитиља на влагу; отежано пуњење пушке, јер је стрелац морао да носи ватру или запаљен фитиљ; отежано нишањење, због дима од запаљеног фитиља), табан је, у односу на ранији начин паљења припале (приношењем руком усијаног гвожђа, жара, запаљеног труда или фитиља) имао многе предности (проста конструкција, јефтина израда и већа сигурност опаљења), па је задржан све до почетка 18. века, а делимично и у 19. веку (јапанске аркебузе са табаном на фитиљ коришћене су све до Мејџи реформи 1869). Упоредо са фитиљачама, коришћене су и знатно сложеније и скупље колашице - које су биле доступне само елитним јединицама и коњици, све док их нису замениле ефикасније кремењаче.

## Употреба
Аркебузе и мускете са табаном на фитиљ називају се пушкама фитиљачама. Пошто је фитиљ био осетљив на влагу, проценат затајивања (неопаљивања) био је велики (до 40%). Гађало се куглицом, па је заптивање цеви било слабо, а губитак барутних гасова велики, што је смањивало почетну брзину и домет зрна (до 200 м), а тачност гађања (није било нишана) износила је око 27%. Зато је на почетку 16. века један мускетар долазио на 10 копљаника, а гађало се искључиво плотуном.

## Врсте
Техника израде мускета фитиљача проширила се по свету захваљујући ширењу Османског царства (које се до 1566. проширило на северну Африку, Сирију и Ирак, и успоставила трговачке везе са Индонезијом) и португалским поморским открићима и колонизацији. Португалци су 1498. донели прве мускете у Индију, а после 1521. и на Филипине. Са Филипина техника израде мускета прешла је 1543. у Јапан. У различитим деловима света временом су се развила три различита типа табана на фитиљ: без табанске дашчице, са серпентином у шупљини кундака (провизорно назван блискоисточни тип), са табанском дашчицом и окидачем као код самострела (тзв. европски тип) и са опругом (тзв. трзајна фитиљача).

### Блискоисточни тип
Овај прост механизам настао је у Османском царству крајем 15. века и остао је у употреби у Индији и Кини све до краја 19. века. Табан је без табанске дашчице, са серпентином убаченим у шупљину кундака, испред чанка са припалом. Горњи крај серпентина био је савијен удесно, како би дохватио чанак на десној страни цеви. Притисак на доњи крај серпентина (испод кундака) обарао је серпентин са фитиљем напред и надоле.
- Тродимензионални модел турске мускете с почетка 16. века.
- Табан у неутралном положају.
- Табан у положају за опаљивање.

### Европски тип
Овај механизам развио се у Европи средином 16. века и све до почетка 18. века коришћен је у свим европским војскама, изузев Османског царства. Табан је са табанском дашчицом, серпентином иза чанка са припалом и обарачем као код самострела. Притисак на полугу обарача обарао је серпентин са фитиљем уназад.
- Тродимензионални модел немачке мускете са почетка 17. века.
- Табан у неутралном положају.
- Табан са притиснутим обарачем.

### Трзајне фитиљаче
Овај механизам измишљен је у Европи, али се највише користио на Далеком истоку. Преко Португалаца се проширио у Јапан (од 1543), а одатле у Кореју (од 1592), одакле се раширио на Индокину и Идонезију, где је остао у употреби све до друге половине 19. века. Табан је са дашчицом, спољашњом опругом и натежућим серпентином (тзв. трзајна фитиљача).
- Тродимензионални модел корејске мускете са почетка 17. века, са серпентином у неутралном положају.
- Серпентин натегнут за пуцање.
- Серпентин након опаљивања.

## Галерија
- Фитиљаче европског типа
- Немачка фитиљача раног типа, 16. век.
- Табан немачке фитиљаче око 1600. Серпентин испред чанка за припалу, обарач као код самострела.
- Модернија верзија немачке фитиљаче, са класичним окидачем.
- Табан исте фитиљаче.
- Табан исте фитиљаче са горње стране.
- Утични бајонет за немачку фитиљачу.
- Немачка мускета са два табана, на коло и на фитиљ (око 1600-1620).

- Фитиљаче блискоисточног типа (од Османског царства до Кине)
- Турска фитиљача око 1600. Јасно се види серпентин који вири из шупљине кундака иза чанка за припалу, и доњи део серпентина испод кундака. Нема табанске дашчице.
- Тибетанска мускета фитиљача, око 1850.
- Табан тибетанске мускете са горње стране.
- Фитиљача из царства Сика, 19. век.
- Индијске фитиљаче, пушка и пиштољ, 19. век.
- Индијска фитиљача у облику пиштоља.
- Индијска мускета (тзв торадар), крај 18. или рани 19. век.
- Табан индијске мускете са горње стране.
- Фитиљача из Синда (сада Пакистан), друга четвртина 19. века.
- Табан фитиљаче из Синда са горње стране.
- Кинеске мускете фитиљаче, династија Минг (14-17. век).

- Европске трзајне фитиљаче
- Две немачке трзајне фитиљаче са почетка 16. века. Горња из 1510-1520, а доња из 1534. године.
- Немачка трзајна фитиљача, рани 16. век.
- Табан немачке трзајне фитиљаче (крај 16-рани 17. век).
- Европска трзајна фитиљача, 17. век.

- Трзајне фитиљаче Далеког Истока (Јапана, Кореје, Индокине и Индонезије).
- Табан јапанске трзајне фитиљаче са натежућим серпентином и спољашњом опругом, 19. век.
- Јапанска фитиљача у облику пиштоља, 18. век.
- Тродимензионални модел вијетнамске мускете, 17. век.
- Корејска мускета[б] , 19. век.
- Јапанска мускета и пиштољ, 19. век.
- Индонежанска мускета фитиљача, 19. век.

## Спољашњи извори
- Primed and Loaded | The Matchlock Arquebus-JYF Museums
- Dutch 17th century caliver drill, Jacob de Gheyn II-Allemansend Re-enactment
- Primed and Loaded | Soldiers of the Virginia Company-JYF Museums
- Три метка у минуту са мускетом фитиљачом са почетка 17. века